# Loris Pivetti
Loris Pivetti (Cento, 5 febbraio 1908 – Bengasi, 20 aprile 1941) è stato un militare e aviatore italiano, particolarmente distintosi nel corso della seconda guerra mondiale dove fu decorato con la medaglia d'oro al valor aeronautico alla memoria, una medaglia d'argento e tre di bronzo al valor militare.

## Biografia

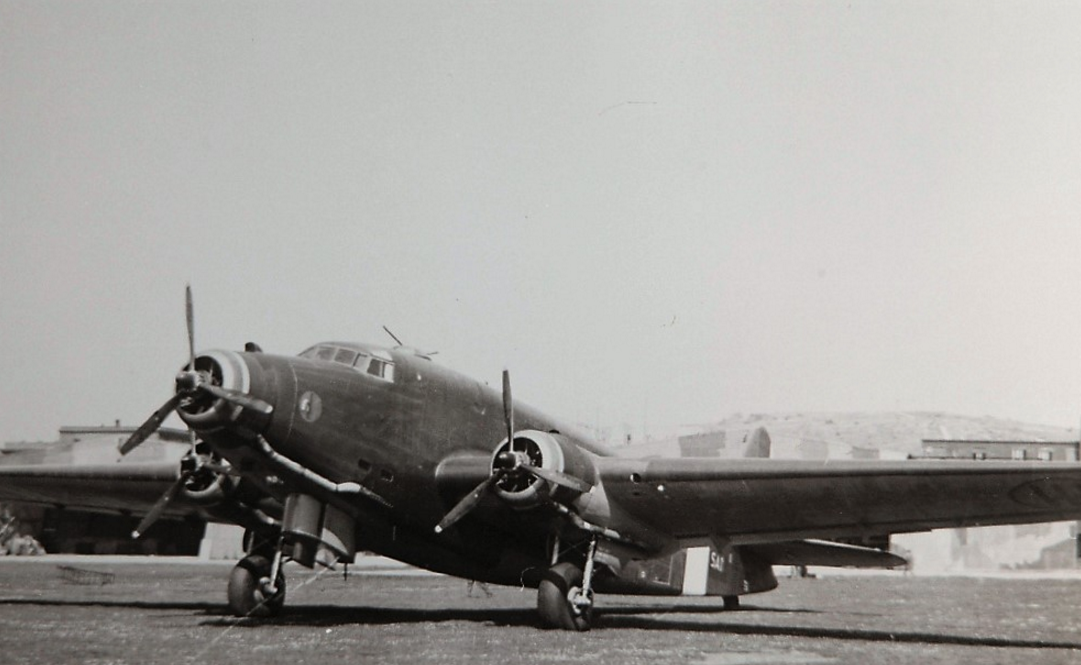
Un Savoia-Marchetti S.M.82 versione S.M.82 “Armata”.

Nacque a Cento, provincia di Ferrara, il 5 febbraio 1908. Arruolatosi nella Regia Aeronautica, dopo l'entrata in guerra del Regno d'Italia, avvenuta il 10 giugno 1940, fu assegnato a prestare servizio al Comando Aereo Servizi Speciali di base a Roma, alle dirette dipendenze dello Stato maggiore. Con il grado di capitano pilota fu assegnato alla 607ª Squadriglia del 149º Gruppo Trasporti equipaggiato con nuovi i velivoli da trasporto Savoia-Marchetti S.M.82 Marsupiale, eseguì missioni di collegamento e trasporto rifornimenti con l'Africa Settentrionale Italiana, e poi partecipò al ponte aereo con l'Africa Orientale Italiana con cui vennero anche trasportati, smontati, 51 caccia Fiat C.R.42 Falco che dovevano reintegrare le perdite subite dai reparti da caccia dell'Aeronautica dell'Impero. Arrivato a Zula con l'S.M.82 MM-60281 (607-6), copilota tenente Guido Fraracci, il 22 agosto decolla per rientrare in Italia ma deve ritornare sull'aeroporto di partenza a causa di un incendio al motore destro che causa la perdita totale del velivolo.
Trasferito al 114º Gruppo Autonomo Bombardamento Terrestre vola a bordo degli S.M.82 “Armati”, speciale versione da bombardamento del velivolo, capace di decollare in sovraccarico a 21.300 kg di peso. Compie missioni belliche sull'Egitto (novembre 1940). 
Ritornato al 149º Gruppo dopo lo scioglimento definitivo del 114º, promosso capitano, nell'aprile 1941 partecipa, volando a bordo del suo SM.82 (MM.60325), al ponte aereo di rifornimento, trasportando rifornimenti e carburante, della 132ª Divisione corazzata "Ariete" rimasta bloccata in pieno deserto nel settore di El Mechili. Scomparve in mare con l'aereo il 20 dello stesso mese, durante un volo al rientro da Bengasi. Già decorato con una medaglia d'argento, e due di bronzo al valor militare, fu insignito della terza medaglia di bronzo al valor militare sul campo e poi della medaglia d'oro al valor aeronautico alla memoria.

### Fonti
1. 1 2 3 4  Trotta 1978, p. 109.
2. ↑  Civoli 2000, p. 41.
3. ↑  Brotzu, Coloso 1976, p. 10.
4. ↑  Brotzu, Coloso 1976, p. 11.
5. ↑  Brotzu, Coloso 1976, p. 12.
6. ↑  Brotzu, Coloso 1976, p. 14.
7. ↑  Brotzu, Coloso 1976, p. 15.
8. 1 2  Brotzu, Coloso 1976, p. 18.
9. ↑  Registrato alla Corte dei conti addì 10 novembre 1942, registro n.10 Aeronautica, foglio 293.
10. ↑  Registrato alla Corte dei conti addì 3 giugno 1941, registro n.26 Aeronautica, foglio 41.
11. ↑  Registrato alla Corte dei conti addì 18 gennaio 1942, registro n.15 Aeronautica, foglio 13.
12. ↑  Registrato alla Corte dei conti addì 9 febbraio 1943, registro n.15 Aeronautica, foglio 308.
13. ↑  Bollettino Ufficiale 1942, dips.46, pag.2490.